# Samuele Battistella
Samuele Battistella (Castelfranco Véneto, Itália, 14 de novembro de 1998) é um ciclista profissional italiano membro da equipa NTT Pro Cycling.

## Palmarés
2018
- 1 etapa da Carreira da Paz sub-23

2019
- Giro do Belvedere[1]
- Tour de Limpopo, mais 1 etapa
- Campeonato Mundial em Estrada sub-23  [2]

## Equipas
- Dimension Data for Qhubeka (2019)
- NTT Pro Cycling[3] (2020-)